# Enid Tahirović
Enid Tahirović (* 22. Juli 1972 in Bijeljina, Jugoslawien) ist ein ehemaliger bosnischer Handballspieler. Zuletzt war er Torwart beim Bundesligisten Frisch Auf Göppingen und spielte für die bosnische Nationalmannschaft. Enid Tahirović ist 1,88 m groß, verheiratet und hat einen Sohn.
Tahirović war Kapitän der bosnischen Handballnationalmannschaft und wurde 2006 in seinem Heimatland zum „Handballer des Jahres“ gewählt. Er gewann jeweils dreimal die bosnische Meisterschaft und den Pokal des Landes. In der Saison 2007/08 war er bester Torhüter der slowenischen Liga.
2008 wechselte Tahirović von der slowenischen Liga in die Handball-Bundesliga zu Frisch Auf Göppingen, wo er bis 2012 spielte. Mit Göppingen gewann er 2011 und 2012 den EHF-Pokal. Trotz seiner Absicht im Sommer 2012 seine Karriere zu beenden, unterschrieb er einen Einjahresvertrag beim HSV Hamburg. Im Dezember 2012 kehrte er nach dem Ausfall des neuen Frisch Auf-Stammtorhüters Bastian Rutschmann zu Frisch Auf Göppingen zurück. Seit Februar 2013 arbeitet er für den bosnischen Handballverband.